# Исигаки, Эйтаро
Исигаки Эйтаро (яп. 石垣栄太郎 исигаки эйтаро:, 1893, префектура Вакаяма — 23 января 1958, Токио) — японский художник.

## Биография
1893 — родился в Тайдзи, префектура Вакаяма.
1909 — переехал вместе с отцом в США.
1910 — занимался подённой работой.
1914 — учёба в художественной школе Калифорнийского университета. Дружба с известным японским социалистом Сэном Катаямой.
1915 — ученик Джона Слоана в нью-йоркской Студенческой лиге искусств (Art Students League).
1918 — работал наборщиком в японском еженедельнике Нью-Йорк Симбо. Вступил в основанную Катаямой Социалистическую ассоциацию.
1919 — соучредитель рабочего журнала Кёдзон.
1929 — соучредитель Клуба Джона Рида. Совместная работа с мексиканскими художниками Хосе К. Ороско и Руфино Тамайо.
1935 — делал настенную роспись в гарлемском Доме правосудия (по заказу ВПА).
1936 — один из организаторов Конгресса американских художников. Член его комитета по выставкам.
1941 — с началом войны США с Японией художник, как японский гражданин, интернирован.
1951 — вновь арестован, затем выпущен на свободу под определёнными условиями, после чего Исигаки Эйтаро вернулся в Японию. Жил в Митаке, близ Токио.
В ранних работах Исигаки Эйтаро чувствуется влияние футуризма. Более зрелые выполнены в реалистической манере и демонстрируют социальную борьбу и несправедливость, людей труда.

## Избранные выставки
- 1922 — Нью-Йорк, гражданский клуб Гахёкай.
- 1925 — Нью-Йорк, Общество независимых художников.
- 1927 — Японские художники в США, Нью-Йорк, Центр искусств.
- 1933 — Пролетарий, Москва.
- 1936 и 1940 — Нью-Йорк, галерея А.С.А.
- 1955, 1956, 1957, 1956 — Токио, клуб Тэнтэн-кай.
- 1982 — Японские художники, учившиеся в США, Токио, Музей современного искусства.
- 1988 — Токио, музей Сото, музей Сибуяки.